# Tracy Austinová

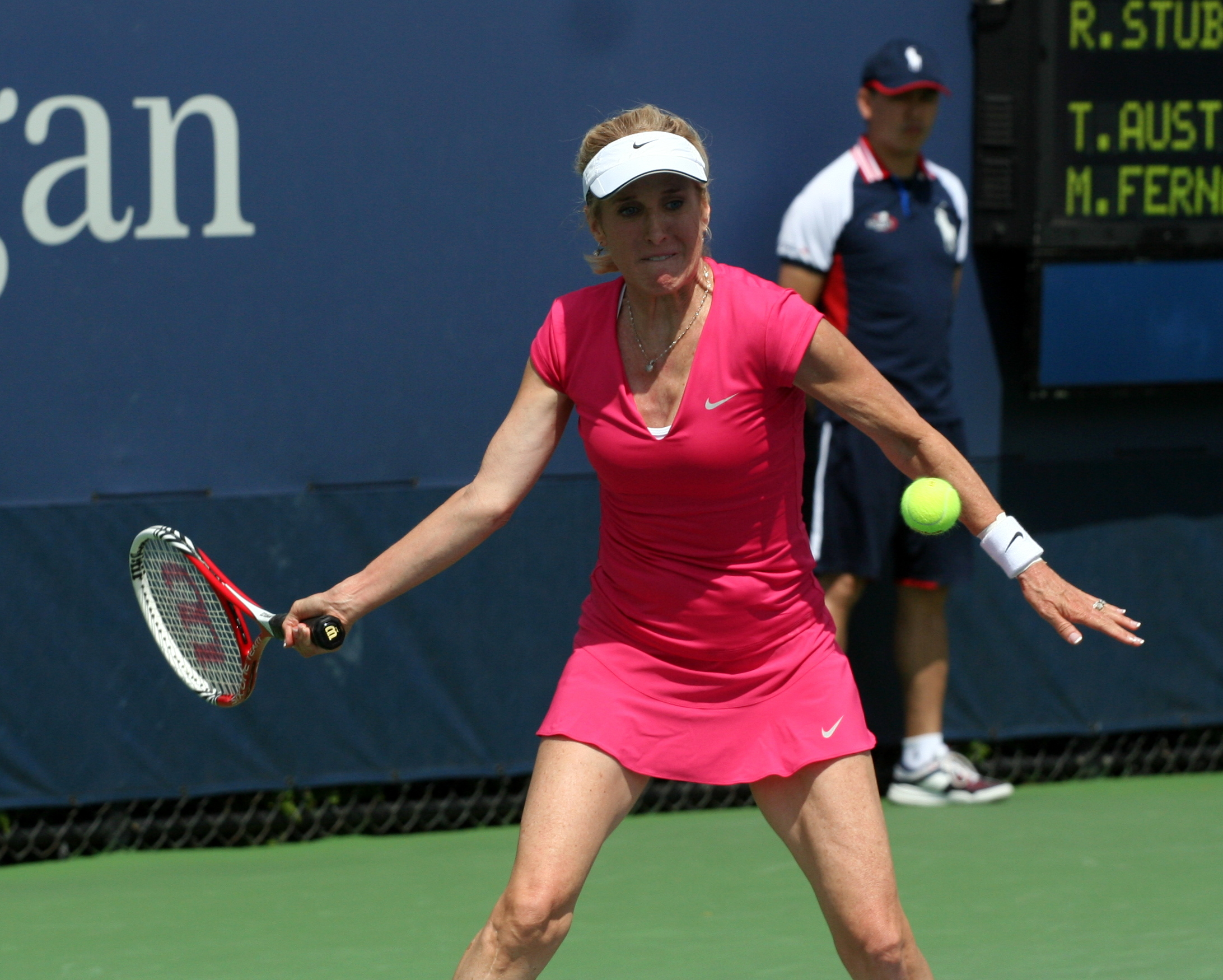
Tracy Austinová na US Open 2013

Tracy Ann Austin-Holtová (* 12. prosinec 1962 Palos Verdes, Kalifornie) je bývalá americká profesionální tenistka, která byla taktéž světovou jedničkou na žebříčku WTA.

## Profesionální kariéra
Tracy Austinová byla jedním z největších talentů historie ženského tenisu. Doposud drží rekord jako nejmladší vítězka turnaje na okruhu WTA, když při zisku titulu v Portlandu (1977), jí bylo jen 14 roků a 28 dnů.
Největších úspěchů dosáhla na US Open, který dvakrát ve dvouhře vyhrála (1979, 1981). Dosud je i nejmladší vítězkou US Open v jeho historii, když jí při prvním titulu roku 1979 bylo teprve 16 let a 9 měsíců. Je také vítězkou smíšené čtyřhry ve Wimbledonu (1980), kterou vyhrála se svým bratrem Johnem Austinem.
Celkově vyhrála 35 turnajů – 30 ve dvouhře, 4 ve čtyřhře a 1 v mixu.
Svou profesionální kariéru musela předčasně ukončit kvůli řadě opakujících se zranění.
V roce 1992 byla Austinová uvedena do Mezinárodní tenisové síně slávy.

## Návraty
Tracy Austinová se pokusila obnovit svou kariéru v sezóně 1988–1989, kdy nastoupila do osmi turnajů ve čtyřhře a dvou ve dvouhře. Tento návrat byl však ukončen téměř smrtelnou autonehodou. Podruhé se objevila na ženském okruhu WTA v sezóně 1993–1994, ale i tento návrat byl neúspěšný.

## Osobní život
Její čtyři sourozenci Pam, Jeff, Doug a John byli také profesionálními tenisty. Tracy Austinová se provdala za Scotta Holta, se kterým má tři syny.

## Zajímavosti
Svůj vůbec první zápas mezi profesionálkami sehrála tehdy třináctiletá Steffi Grafová na turnaji ve Stuttgartu (1982) právě s Tracy Austinovou, která jí porazila 6–4 6–0. Austinová po zápase na adresu dalšího velkého talentu v tenise pronesla: "V Americe máme stovky takových hráček." V roce 1994 se při druhém návratu Austinové obě hráčky opět střetly na turnaji v Indian Wells. Steffi Grafová z pozice světové jedničky jí tehdy uštědřila debakl, když zvítězila 6–0 6–0.

## Grand Slam

### Ženská dvouhra: 2 (2–0)

#### Vítězka
| Rok  | Turnaj      | Finalistka          | Výsledek      |
| 1979 | US Open     | Chris Evertová      | 6–4, 6–3      |
| 1981 | US Open (2) | Martina Navrátilová | 1–6, 7–6, 7–6 |